# Байкальська складчастість
Байка́льська скла́дчастість — ера (цикл) тектогенезу в пізньому докембрії (приблизно 410–650 млн років), яка передували Каледонській складчастості раннього палеозою.

## Загальний опис
Термін запропонований радянським геологом-тектоністом М. С. Шатським у 1932 році. Тривалість байкальської складчатості спочатку приймалася від завершення формування товщі підняття Балтійського щита (1200 млн років тому) до нижнього або навіть місцями до середнього кембрію (500 млн років тому). Проте, за даними дослідження геологічної будови південної Скандинавії, існує імовірність існування не однієї, а двох епох протягом цього періоду: ранньо- та піздньобайкальської, з межею між ними на рівні 900 млн років тому.
Типові райони розвитку геосинклінальних утворень що сформувалися в результаті Байкальської складчастості (байкаліди), — складчасті системи Єнісейського кряжу і Байкальської гірської області. Байкаліди утворюють древні ядра численних палеозойських складчастих систем: Уралу, Таймиру, Центрального Казахстану, Північного Тянь-Шаню, підмурівка Західно-Сибірської плити та ін. Присутність древніх масивів Байкальської складчастості встановлено також на Кавказі, в Афганістані, Ірані і Туреччині. Структури того ж віку, що й байкаліди, широко розвинені на всіх континентах.
Аналоги байкальської складчастості:
- кадомська (асинтська) — Західна Європа (Франція),
- катанзька — Африка,
- гадринська і бразильська — Америка,
- луїнська — Австралія.

Байкальська складчастість зумовила розміщення найголовніших структурних елементів Землі протягом всієї її подальшої історії. В Україні вони виявлені в Карпатах, Криму, Добруджі (Добруджинська складчаста система). З байкальською складчастістю пов'язаний масовий розвиток родовищ мідянистих пісковиків, вияви гідротермальних родовищ руд золота, міді, олова і вольфраму.